# Soheil Nasseri

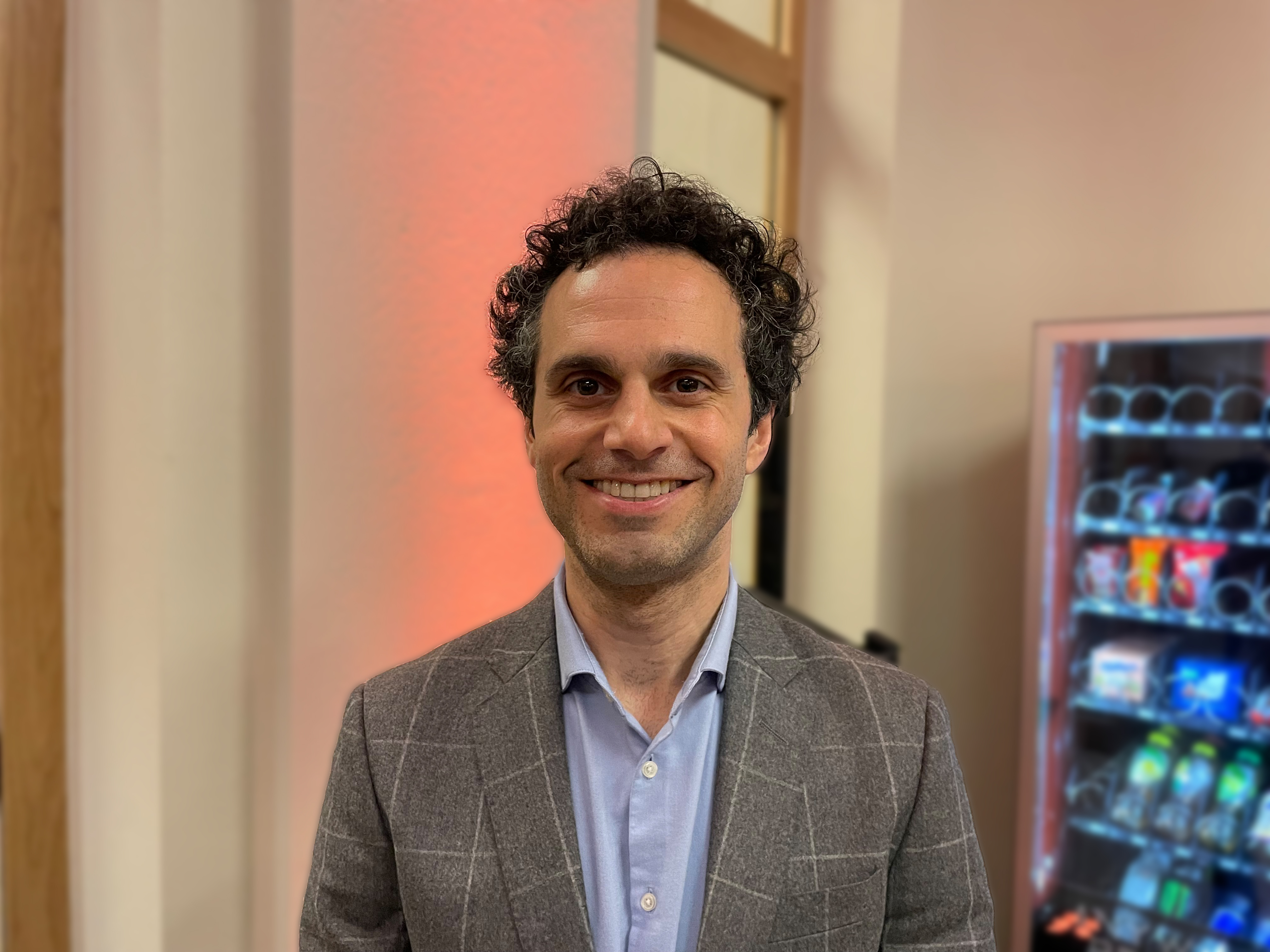
Soheil Nasseri, 2023

Soheil Nasseri (* 1978 in Santa Monica) ist ein in Berlin lebender US-amerikanischer Pianist.

## Leben
Soheil Nasseri ist Kind iranischer Auswanderer. Er begann das Klavierspiel im Alter von fünf Jahren und zog mit zwanzig Jahren nach New York um bei Karl Ulrich Schnabel (1909–2001) zu studieren. Nach Schnabels Tod wurde Soheil Nasseri Schüler von Jerome Lowenthal und Claude Frank. Weitere wichtige Lehrer waren unter anderem Irina Edelman, Anna Balakerskaia, Clinton Adams, Eva Pierrou und Ann Schein.

## Konzerte
Soheil Nasseri führte unter anderem in der Carnegie Hall, dem Kennedy Center, dem Lincoln Center, im Konzerthaus Berlin und in der Berliner Philharmonie auf.
Seit 2001 hat er über zwei Dutzend Werke von zeitgenössischen Komponisten aufgeführt. Neun Komponisten haben eigens Werke für ihn komponiert. Erwähnenswert ist auch die Welt-Uraufführung von Kaikhosru Shapurji Sorabjis Sonata No. 0 (1917) in der Carnegie Hall 2002, von welchem auch die erste kommerzielle CD Nasseris erstellt wurde. Er hat Beethovens 32 Piano-Sonaten an verschiedenen Aufführungsorten aufgeführt.  Die Videoaufzeichnung seiner Aufführung von Rachmaninoffs Piano Konzert Nr. 1. mit Alexander Dmitriev und dem Saint Petersburg Academic Symphony Orchestra im Januar 2013 wurde mehr als 500.000 Mal auf YouTube aufgerufen.